# Algyroides marchi
Algyroides marchi és una espècie de sauròpsid (rèptil) escatós de la família Lacertidae, endèmica del sud-est de la península Ibèrica.

## Distribució
Espècie de sargantana amb la distribució geogràfica més restringida dels lacèrtids continentals. Es tracta d'un endemisme ibèric la distribució mundial del qual es redueix a les serres sur-orientals de la península Ibèrica que componen el Massís Prebètic: Sierra d'Alcaraz, Cazorla i Segura. L'àrea ocupa les províncies d'Albacete, Granada i Jaén.
Es distribueix generalment en els pisos bioclimàtics supra i mediterrani de la zona, per sobre dels 700 metres.

## Hàbitat
Ocupen zones d'altitud relativament elevada, en zones encaixonades i orientades preferentment al nord i tenint altes cobertures de roca (tarteres) i aigua disponible, jugant un gran paper la temperatura i humitat en tractar-se d'una espècie d'àrees rocoses i ombries.